# 中国驻塞尔维亚大使馆驻普里什蒂纳办公室
中华人民共和国驻塞尔维亚大使馆驻普里什蒂纳办公室，又称驻普里什蒂纳领事办公室，是2006年12月中国驻塞尔维亚大使馆在科索沃首府普里什蒂纳设立的领事办公室。办公室所用的名牌为“中华人民共和国大使馆办公室”（Office of the Embassy of People's Republic of China）。
科索沃是一个主权争议地区及有限承认国家，原属于塞尔维亚，其居民主要是阿尔巴尼亚人，自1989年开始一直谋求独立，并于2008年正式宣布独立。中华人民共和国政府并不承认科索沃的独立地位，仍将科索沃视为塞尔维亚的一部分。

## 历任主任
- 王文刚（2006年12年－2010年9月，参赞衔，2010年8月职级升为副司级）[6][7]
- 马立辉（？－2014年，参赞衔，曾任驻阿尔巴尼亚大使馆参赞、驻马其顿大使馆参赞）
- 萧冬京（2014年－？[8]，参赞衔[9]，曾任驻阿尔巴尼亚大使馆参赞、北京第二外国语学院阿尔巴尼亚语专业教研室主任[10]）
- 张武专（2017年－2019年，参赞衔，曾任驻莱索托大使馆参赞、外交部驻澳公署公新部主任）
- 李玉洁（2019年－2022年，参赞衔，曾任驻波黑大使馆参赞）[11]
- 白云斌（2023年－，参赞衔，曾任驻阿尔巴尼亚大使馆参赞）[12]